# Heart of Europe Bio-Crystallography Meeting
Das Heart of Europe Bio-Crystallography Meeting (kurz HEC-Meeting) ist eine seit 1998 jährlich stattfindende internationale wissenschaftliche Konferenz zum Thema Strukturbiologie, insbesondere Kristallographie. Jedes Jahr treffen sich Forscher von Universitäten, Forschungseinrichtungen (z. B. EMBL, GBF) und Industrie aus Polen, Deutschland, Tschechien und Österreich, um aktuelle Fragestellungen auf diesem Gebiet zu diskutieren. Die Vorträge werden überwiegend von Doktoranden gehalten. Eine Ausnahme ist der eingeladene HEC-Vortrag, der von einem renommierten Wissenschaftler des Fachgebietes gehalten wird. Das Format des HEC-Meetings wurde vom elf Jahre älteren „Rhine-Knee Regiomeeting on Structural Biology“ übernommen.

## Geschichte des HEC-Meetings
Das HEC-Meeting geht auf eine Initiative von Manfred Weiss und Rolf Hilgenfeld im Jahr 1998 zurück, die am Institut für Molekulare Biotechnologie (IMB) in Jena tätig waren und ein dem „Rhine-Knee Regiomeeting“ ähnliches Tagungsformat in den neuen Bundesländern etablieren wollten. Bei beiden Konferenzen handelt es sich um regionale Meetings von deutschen Wissenschaftlern zusammen mit wissenschaftlichen Arbeitsgruppen des angrenzenden Auslands. Beim ersten HEC-Meeting vom 8. bis 10. Oktober 1998 waren neun Gruppen aus Deutschland (aus den neuen Bundesländern einschließlich West-Berlin), Polen und Tschechien vertreten. Später nahmen dann auch Gruppen aus Österreich und den alten Bundesländern an der Tagung teil. 2020 fand aufgrund der Corona-Pandemie keine Tagung statt.
Bisherige HEC-Meetings:
| Meeting | Jahr | Ort                                      | Organisator                                  | Teilnehmer | HEC-Vortrag            | Weblink  |
| ------- | ---- | ---------------------------------------- | -------------------------------------------- | ---------- | ---------------------- | -------- |
| HEC-1   | 1998 | Walkmühle im Mühltal                     | R. Hilgenfeld, M. Weiss, IMB Jena            | 41         | –                      |          |
| HEC-2   | 1999 | Lübben                                   | U. Heinemann, Y. Muller, MDC Berlin          | 53         | V. Lamzin              |          |
| HEC-3   | 2000 | Posen, Polen                             | M. Jaskolski, CBB Poznań                     | 53         | G. Sheldrick           | Webseite |
| HEC-4   | 2001 | Bedrichov, Tschechien                    | J. Sedlacek, IMG Prag                        | 48         | Z. Otwinowski          |          |
| HEC-5   | 2002 | Goslar                                   | D. Heinz, GBF Braunschweig                   | 68         | A. Yonath              |          |
| HEC-6   | 2003 | Wittenberg                               | S. König, M. Stubbs, MLU Halle               | 113        | T. Bergfors            |          |
| HEC-7   | 2004 | Krzyżowa (Kreisau), Polen                | M. Bochtler, IIMCB Warschau                  | 101        | A. Wlodawer            |          |
| HEC-8   | 2005 | Karlsbad, Tschechien                     | J. Sedlacek, IMG Prag                        | 101        | Z. Dauter              |          |
| HEC-9   | 2006 | Teistungenburg                           | R. Ficner, Univ. Göttingen                   | 128        | E. Garman              | Webseite |
| HEC-10  | 2007 | Bedlewo, Polen                           | M. Jaskolski, CBB Poznań                     | 116        | G. Dodson              | Webseite |
| HEC-11  | 2008 | Greifswald                               | W. Hinrichs, Univ. Greifswald                | 102        | P. Nissen              |          |
| HEC-12  | 2009 | Třešť (Triesch), Tschechien              | P. Rezacova, IMG Prag                        | 107        | P. Emsley              | Webseite |
| HEC-13  | 2010 | Schöneck/Vogtl.                          | N. Sträter, Univ. Leipzig                    | 107        | A. Popov               | Webseite |
| HEC-14  | 2011 | Żagań (Sagan), Polen                     | M. Jaskolski, CBB/PPTS Poznań                | 101        | Z. Derewenda           | Webseite |
| HEC-15  | 2012 | Beilngries                               | Y. Muller, Univ. Erlangen                    | 93         | B. Rupp                | Webseite |
| HEC-16  | 2013 | St. Georgen im Attergau, Österreich      | K. Djinovic-Carugo, Univ. Wien               | 114        | P. Tompa               | Webseite |
| HEC-17  | 2014 | Akademie Berlin-Schmöckwitz              | M. Weiss, U. Müller, HZB Berlin              | 134        | G. Klebe               | Webseite |
| HEC-18  | 2015 | Kutná Hora (Kuttenberg), Tschechien      | J. Dohnálek, IBT Prag                        | 120        | R. Read                | Webseite |
| HEC-19  | 2016 | Burg Warberg                             | W. Blankenfeldt, A. Scrima, HZI Braunschweig | 119        | I. Schlichting         | Webseite |
| HEC-20  | 2017 | Wojanów Palace (Schloss Schildau), Polen | M. Bochtler, M. Nowotny, IIMCB Warschau      | 112        | T. Clausen, Österreich | Webseite |
| HEC-21  | 2018 | Quedlinburger Stadtschloss               | M. Stubbs, Univ. Halle                       | 126        | M. Rossmann            | Webseite |
| HEC-22  | 2019 | Obergurgl, Österreich                    | K. Scheffzek, Med. Univ. Innsbruck           | 122        | V. Ramakrishnan        | Webseite |
| HEC-23  | 2021 | Tagungshäuser Vierzehnheiligen online    | C. Steegborn, Univ. Bayreuth                 | 122        | H. Nar                 | Webseite |
| HEC-24  | 2022 | Lipno – Dolní Vltavice, Tschechien       | I. K. Smatanová, Univ. South Bohemia         | 108        | K. Diederichs          | Webseite |
| HEC-25  | 2023 | Salem, Malchin                           | M. Lammers, Univ. Greifswald                 | 113        | F. Wittinghofer        | Webseite |
| HEC-26  | 2024 | Krakau, Polen                            | S. Glatt, Jagiellonian University            | 118        | A. Pearson             | Webpage  |